# Larry Grenadier
Larry Grenadier (San Francisco, 6 febbraio 1966) è un contrabbassista statunitense di genere jazz.

## Biografia

### Inizi
Inizia a suonare il basso elettrico all'età di 10 anni e le sue prime esperienze musicali iniziano formando un gruppo rock con i due fratelli maggiori Steve e Phil, The Juveniles. Nell'ascolto dei primi dischi jazz automaticamente si avvicina al contrabbasso apprezzando musicisti come Ray Brown, Ron Carter, Paul Chambers, Richard Davis e Percy Heath, in un'intervista per il giornale San Francisco Chronicle lo stesso Grenadier dichiara di come è importante seguire i metodi di questi grandi pilastri per poi costruirne una vera e propria voce personale. Per quanto riguarda il trio Grenadier ammira con attenzione il ruolo dell'immortale Scott la Faro con Bill Evans assimilandone il grande supporto ritmico e armonico. Più tardi sarà la volta di Gary Peacock nel trio Keith Jarrett ad influenzare in modo efficace Larry Grenadier.

### Carriera
Nel 1980 suona al Monterey Jazz Festival con la high school band di cui fa parte anche il suo fratello trombettista Phil. Nel 1984 inizia una serie di concerti nella San Francisco Bay area collaborando con gente come Eddie Henderson, Eddie Moore, Tom Harrell, Jon Hendricks, Joe Henderson, Gorge Cables e l'allora giovane Jeff Ballard, con cui suona tuttora. Nell'estate dello stesso anno si iscrive allo Stanford Jazz Workshop, un nuovo corso abbinato alla Stanford University diretto da Stan Getz. Grenadier in un'intervista per il Kaliss 40 racconta di come Getz ha estremamente influenzato la purezza del suo suono. In questo periodo Larry cambia il suo piano di studio passando a letteratura inglese perché la sua formazione musicale si stava sviluppando fuori da qualsiasi istituzione. Nel 1990 alla fine dei suoi studi si sposta a Boston per suonare con Gary Burton ed in questa occasione incontra il sassofonista Joshua Redman. Da qui inizia a frequentare musicisti della sua generazione alla Berkley University. Kurt Rosenwinkel, Seamus Blake, Jorge Rossy, Chris Cheek, Jim Black e Mark Turner, con questi nomi ancora oggi Larry vanta numerose collaborazioni. Massiccio è il riassunto musicale di Grenadier dopo aver suonato con una grande varietà di musicisti in diverse situazioni musicali, questo suggerisce all'ascoltatore una grande abilità nell'affrontare diversi stili conservando un vero linguaggio originale. Nel 1994 fondamentale è l'incontro con Brad Mehldau e Jorge Rossy dove insieme contribuiranno nell'evoluzione del trio. Attualmente, senza dubbio è il trio più richiesto nei maggiori festival mondiali. In un'intervista di Mike Brannon del 2001 Larry Grenadier parla della grande affinità nel trio di Brad Mehldau svelandone tutti i lati in comune, Larry parla di come sono cresciuti ascoltando più o meno gli stessi dischi e per qualche coincidenza si sono spostati a New York nello stesso periodo. L'idea di condividere la stessa opinione nell'esprimersi in strutture standard senza attaccarsi in modo efficace alle regole tradizionali esalta la creatività di Grenadier. Nel 1997 sposa la sua compagna Rebecca Martin, i due vivono a New York e nel 2005 nascerà Charles, primogenito della coppia. Nel 1999 inizia una collaborazione con il Pat Metheny Trio affiancato da Bill Stewart alla batteria, anche questa sarà una tappa fondamentale per il contrabbassista essendo un grande fan di Metheny. Nella stessa intervista con Brannon, Larry lo paragona al trio di Mehldau svelandone la notevole differenza. Con Metheny dichiara di avere la sensazione di suonare con uno strumento a fiato e venera Bill Stewart come uno dei più grandi batteristi odierni. Nell'anno 2000 Larry Grenadier si reca a Los Angeles per incidere l'album Water is wide con il sassofonista Charles Lloyd.
Attualmente Larry Grenadier gode di una grande attività musicale con il Brad Mehldau trio e con la band FLY di cui è co-leader insieme al sassofonista Mark Turner ed il batterista Jeff Ballard.

## Discografia essenziale

### Con Brad Mehldau
- The Art of the Trio (1996)
- The Art of the Trio II — Live at the Village Vanguard (1997)
- The Art of the Trio III — Songs (1998)
- The Art of the Trio IV — Back at the Vanguard (1999)
- Places (2000)
- The Art of the Trio V — Progression (2001)
- Largo (2002)
- Anything Goes (2004)
- Day Is Done (2005)
- House on Hill (2006)
- Live at Village Vanguard (2008)

### Con Pat Metheny
- Trio 99/2000
- Trio Live (2000)
- Metheny/Mehldau Quartet (2007)

### Con Charles Lloyd
- The Water Is Wide (2001)
- Hyperion with Higgins (2001)
- Lift Every Voice (2002)

### Con i FLY
- Fly (2004)
- Sky and Country (2009)
- Year of the Snake (2012)